# Àcar
Els àcars (Acari o Acarina) són un tàxon, una subclasse, però van ser considerats durant molt temps un ordre dels aràcnids. Són molt petits, sovint microscòpics. La majoria dels acarines són menuts (per exemple 0,08–1,0 mm), però els Acari més grossos poden arribar a fer de 10–20 mm de llargada. S'estima que se n'han descrit 50.000 espècies (cap a l'any 1999) i que un milió o més d'espècies viuen actualment. L'acaralogia és la ciència que estudia els acaris.
La petita mida de la majoria de les espècies fa que siguin fàcils de passar per alt; algunes espècies viuen a l'aigua, moltes viuen al sòl com a descomponedors, d'altres viuen de les plantes, de vegades creen agalles, mentre que altres són depredadors o paràsits. Aquest darrer tipus inclou el paràsit comercialment destructiu Varroa de les abelles de la mel, així com els àcars sarna dels humans. La majoria de les espècies són inofensives per als humans, però algunes estan associades a al·lèrgies o poden transmetre malalties.
La seva diversitat és enorme i el seu registre fòssil comença al període inicial del Devonià. En els tractaments taxonòmics més recents es consideren una subclasse dels Aràcnids i es compon de 2 a 3 superordres o ordres: Acariformes (o Actinotrichida), Parasitiformes (o Anactinotrichida), i Opilioacariformes; aquest darrer es considera sovint com un subgrup dels Parasitiformes. El monofiletisme dels Acari està obert al debat i les relacions amb altres aràcnids no estan clares.

## Taxonomia

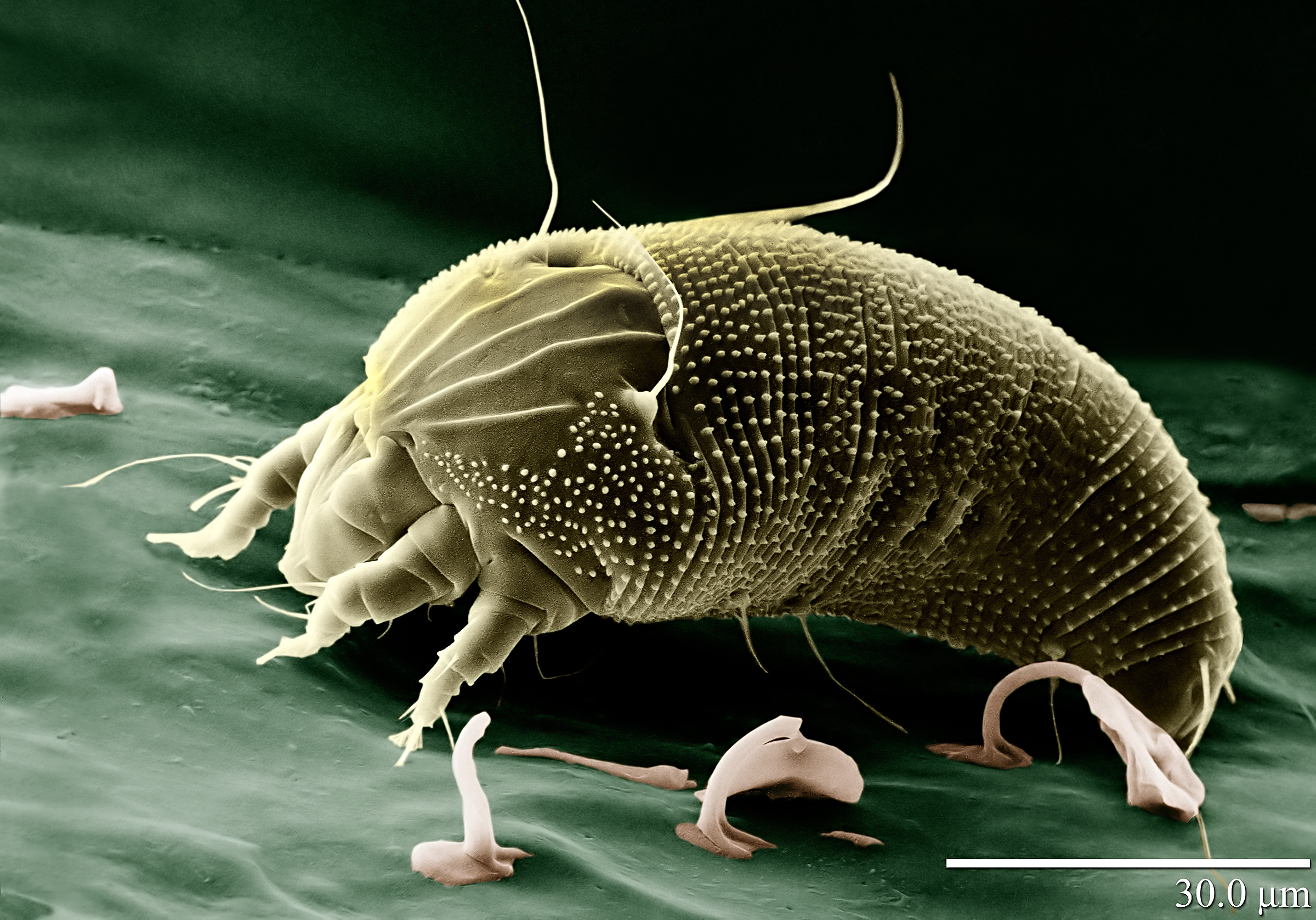
Aceria anthocoptes (mida: 50 micròmetres)

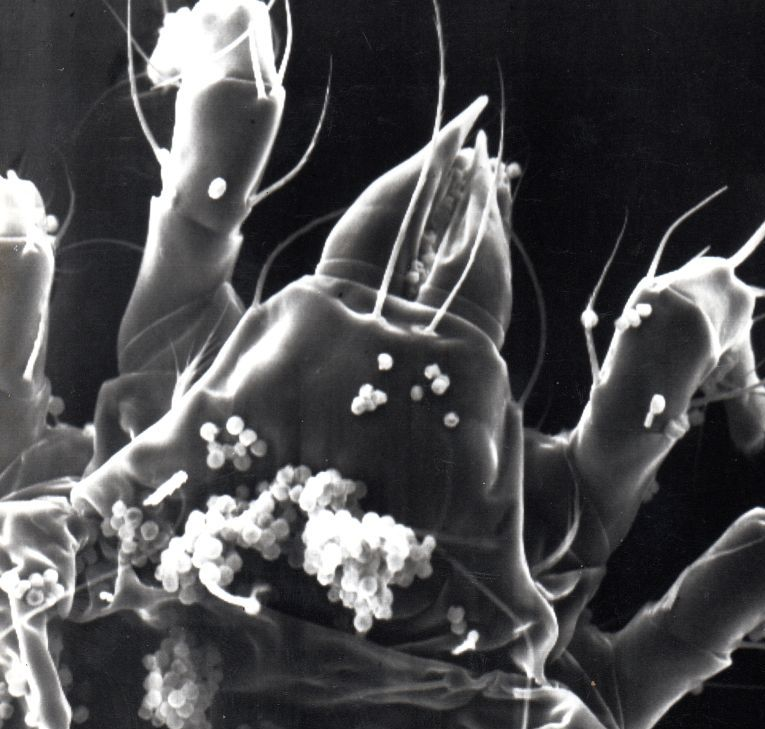
Cap de Tyrophagus putrescentiae, àcar comú als aliments emmagatzemats, cobert d'espores fúngiques. MER. 1125X.

La filogènia dels Acari està encara sota debat. Per a molts especialistes es subdivideixen en Acariformes (també Actinotrichida) i Parasitiformes (també Anactinotrichida), encara que d'altres també inclouen els Opiliocariformes.
- Acariformes el grup més diversificat.
  - Sarcoptiformes
    - Astigmata - de productes emmagatzemats.
    - Endeostigmata
    - Oribatida (també cryptostigmata)

  - Trombidiformes - paràsit de plantes
- Opilioacariformes
  - Opilioacarida
- Parasitiformes
  - Holothyrida
  - Ixodida
  - Mesostigmata - aràcnids d'ocells
- Noms obsolets:
  - Notostigmata
- Tàxons incertae sedis:
  - Família Phytoseiidae
  - Gènere Acarophenox
  - Gènere Eniochthonius
  - Gènere Entrombidium
  - Gènere Nothrus
  - Gènere Petauralges
  - Gènere Rhinoseius

## Anatomia

### Externa
El pla corporal té dues regions, un cefalotòrax (sense cap separat) o prosoma, i un opistosoma o abdomen. La segmentació s'ha perdut gairebé per complet i el prosoma i l'opistosoma estan fusionats, només la posició de les extremitats indica la ubicació dels segments.

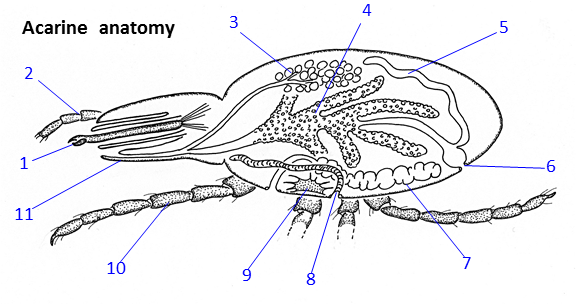
1 Quelícers, 2 Palps, 3 Glàndules salivals, 4 Intestí, 5 Túbuls excretors (Malpighians), 6 Anus, 7 Ovari o testicles, 8 Tubs de respiració d'aire (tràquees), 9 Gangli central, 10 Potes, 11 Hipóstoma.

A la part davantera del cos hi ha el gnatosoma o capítol. Aquest no és un cap i no conté els ulls ni el cervell, sinó que és un aparell d'alimentació retràctil format pels quelícers, els pedipalps i la cavitat bucal. Està cobert per sobre per una extensió de la closca del cos i està connectat amb el cos per una secció flexible de la cutícula.
Els quelícers de dos segments són la condició ancestral dels acariformes, però en grups més derivats són d'un sol segment. I els quelícers de tres segments són la condició ancestral dels parasitiformes, però s'han reduït a només dos segments en grups més derivats. Els pedipalps difereixen entre tàxons segons la dieta; en algunes espècies els apèndixs s'assemblen a potes, mentre que en altres es modifiquen en estructures semblants a quelícers. La cavitat oral es connecta posteriorment amb la boca i la faringe.
La majoria dels àcars tenen quatre parells de potes (dos parells els Eriophyoidea), cadascun amb sis segments, que es poden modificar per nadar o altres finalitats. La superfície dorsal del cos està revestida amb tergites endurides i la superfície ventral per esclerites endurides; de vegades aquestes formen crestes transversals. El gonòpor (obertura genital) es troba a la superfície ventral entre el quart parell de potes. Algunes espècies tenen d'un a cinc ulls mitjans o laterals, però moltes espècies són cegues, i els òrgans dels sentits amb escletxa i fossa són comuns. Tant el cos com les extremitats porten setae que poden ser simples, aplanades, en forma de maça o sensorials. Els àcars solen ser d'alguna tonalitat de marró, però algunes espècies són vermelles, taronges, negres o verdes, o alguna combinació d'aquests colors.

### Interna
Els sistemes digestiu dels àcars tenen glàndules salivals que s'obren a l'espai preoral en lloc de l'intestí anterior. La majoria de les espècies porten de dos a sis parells de glàndules salivals que es buiden en diversos punts de l'espai subqueliceral. Algunes espècies d'àcars no tenen anus: no defequen durant la seva curta vida. L'aparell circulatori està format per una xarxa de sins i la majoria dels àcars no tenen cor, el moviment del líquid és impulsat per la contracció dels músculs del cos. Però les paparres, i algunes de les espècies més grans d'àcars, tenen un cor dorsal i longitudinal.
L'intercanvi de gasos es realitza per mitjà de la superfície corporal, però moltes espècies tenen, a més, entre un i quatre parells de tràqueae, els espiracles es troben a la meitat davantera del cos. L'aparell excretor inclou un nefridi i un o dos parells de túbuls de Malpighi. Diverses famílies d'àcars, com ara Tetranychidae, Eriophyidae, Camerobiidae, Cunaxidae, Trombidiidae, Trombiculidae, Erythraeidae i Bdellidae tenen glàndules seda utilitzades per produir seda amb diversos propòsits. A més, els àcars de l'aigua (Hydrachnidia) produeixen fils llargs i prims que poden ser de seda.

## Reproducció

Il·lustració que descriu el cicle vital dels àcars. Les larves i les nimfes s'assemblen a adults petits, tot i que les larves només tenen sis potes.

Els sexes estan separats en els àcars. Els mascles tenen un parell de testicles a la regió mitjana del cos, cadascun connectat amb el gonòpor per un conducte deferent, i en algunes espècies hi ha un penis quitinós. Les femelles tenen un únic ovari connectat al gonòpor per un oviducte, així com un receptacle seminal per a l'emmagatzematge d'⁣espermatozoides. En la majoria dels àcars, l'esperma es transfereix a la femella de manera indirecta; el mascle o bé diposita un espermatòfor en una superfície de la qual és recollit per la femella, o utilitza els seus quelícers o tercer parell de potes per inserir-lo al gonòpor de la femella. En alguns dels Acariformes, la inseminació és directa mitjançant el penis del mascle. Els espermatòfors de tots els àcars són aflatel·lats.
Els ous es posen al substrat, o allà on viu l'àcar. Triguen fins a sis setmanes a fer eclosió, segons les espècies, i la següent etapa són les larves de sis potes. Després de tres mudes, les larves es converteixen en nimfes, amb vuit potes, i després de tres mudes més es fan adultes. La longevitat varia entre les espècies, però la vida útil dels àcars és curta en comparació amb molts altres aràcnids.

## Importància
Entre els paràsits dels vegetals es troben els tetraquínids com Tetrachynus ulmi (aranya roja) i també els eriòfids de les fulles de la vinya, entre d'altres.
La malaltia de la sarna o escabiosi la provoca l'àcar Sarcoptes scabiei que viu a la pell entre l'epidermis i la derma.
En els fol·licles sebacis dels humans viu com a comensal, és a dir s'alimenta però no fa cap dany a l'hoste, l'àcar Demodex folliculorum.
Dins d'algunes varietats de formatge viu l'àcar Tyroglyphus casei que intervé en el procés de curat.
Àcars paràsits més importants:
| Nom                                | Acció                                                    |
| ---------------------------------- | -------------------------------------------------------- |
| Acarapis wood                      | penetra dins los tràquees de les abelles                 |
| Argas persicus                     | viu sobre determinats ocells (hematòfag)                 |
| Brevipalpus phoenicis              | parasita diversos cítrics                                |
| Demodes folliculorum               | viu als fol·licles sebacis d’alguns mamífers             |
| Dermacentor andersoni              | vector de les febres de les Muntanyes Rocalloses         |
| Dermanyssus gallinae               | parasita l'aviram                                        |
| Eryophyles coryligallorum          | causa els badocs de l'avellaner                          |
| Eryophyes plicator                 | ataca l'alfals                                           |
| Eryophyes pyri                     | causa l'erinosi de la perera                             |
| Eryophyes vitis                    | causa l’erinosi de la vinya                              |
| Ixodes ricinus (paparra)           | viu sobre determinats mamífers (hematòfag)               |
| Ornithodoros moubata               | vector de les febres recurrents de l’Àfrica tropical     |
| Pediculoides ventricosus           | depredador de les larves de molts insectes               |
| Psoroptes equi                     | viu sobre determinats mamífers (hematòfag)               |
| Sarcoptes scabiei                  | produeix la sarna humana                                 |
| Tarsonemus oryzae                  | ataca els cereals                                        |
| Tetranychus telarius (aranya roja) | parasita diversos vegetals                               |
| Thrombicula autumnalis             | les larvas causen eritem i altres pertorbacions cutànies |

## En la cultura
Els àcars van ser observats per primera vegada sota el microscopi pel polímata anglès Robert Hooke. En el seu llibre de 1665 Micrographia, va afirmar que, lluny de generar-se espontàniament a partir de la brutícia, eren «Insectes molt bonics». El 1898, Arthur Conan Doyle va escriure un poema satíric, "A Parable", amb la metàfora d'alguns àcars del formatge que discuteixen l'origen del formage cheddar en el que vivien. El primer documental científic del món presentava àcars del formatge, vists per microscopi; el curtmetratge es va projectar al music hall de l'Alhambra de Londres el 1903, provocant un gran increment en les vendes de microscopis simples.